# Synopeas punctigaster
Synopeas punctigaster är en stekelart som först beskrevs av Szabó 1981.  Synopeas punctigaster ingår i släktet Synopeas och familjen gallmyggesteklar. Inga underarter finns listade i Catalogue of Life.